# Championnat du monde de korfbal
Le Championnat du monde de korfbal a lieu tous les quatre ans depuis 1978 sous l'égide de la Fédération internationale de korfbal (IKF). Tenants du titre, les Pays-Bas dominent le palmarès avec sept titres en huit éditions.

## Histoire
Le Championnat du monde est créé en 1978.

## Déroulement de la compétition
La compétition rassemble les seize meilleures sélections nationales depuis 2003 après être passé de huit (1978) à douze participants en 1999.

## Indoor

### Palmarès
| Date           | Lieu               | Détails | Vainqueur | Finaliste | Troisième          | Quatrième   |
| 1978           | Pays-Bas           | détails | Pays-Bas  | Belgique  | Allemagne          | Royaume-Uni |
| avril-mai 1984 | Belgique           | détails | Pays-Bas  | Belgique  | Allemagne          | Royaume-Uni |
| avril 1987     | Pays-Bas           | détails | Pays-Bas  | Belgique  | Royaume-Uni        | Taïwan      |
| juin 1991      | Belgique           | détails | Belgique  | Pays-Bas  | Taïwan             | Allemagne   |
| novembre 1995  | Inde               | détails | Pays-Bas  | Belgique  | Portugal           | Australie   |
| juillet 1999   | Australie          | détails | Pays-Bas  | Belgique  | Royaume-Uni        | Allemagne   |
| oct.-nov. 2003 | Pays-Bas           | détails | Pays-Bas  | Belgique  | République tchèque | Taïwan      |
| nov. 2007      | République tchèque | détails | Pays-Bas  | Belgique  | République tchèque | Portugal    |
| 2011           | Chine              | détails | Pays-Bas  | Belgique  | Taïwan             | Catalogne   |
| 2015           | Belgique           | détails | Pays-Bas  | Belgique  | Taïwan             | Angleterre  |
| 2019           | Afrique du Sud     | détails | Pays-Bas  | Belgique  | Taïwan             | Chine       |
| 2023           | Taïwan             | détails | Pays-Bas  | Taïwan    | Belgique           | Tchéquie    |

- Source : Palmarès des championnats du monde sur le site officiel de l'IKF.

### Meilleur scoreur
| Année | Joueur            | Sélection | Buts |
| 2007  | Michiel Gerritsen | Pays-Bas  | 35   |
| 2011  | Bart Cleyman      | Belgique  | 49   |
| 2011  | Maciej Żak        | Pologne   | 49   |
| 2015  | Dmitry Kazachkov  | Russie    | 52   |
| 2019  | Zhao Jing         | Chine     | 39   |

### Bilan
| Rang | Sélection          | 1er | 2e | 3e | Total |
| 1    | Pays-Bas           | 11  | 1  | 0  | 12    |
| 2    | Belgique           | 1   | 10 | 1  | 12    |
| 3    | Taïwan             | 0   | 1  | 4  | 5     |
| 4    | Allemagne          | 0   | 0  | 2  | 2     |
| -    | République tchèque | 0   | 0  | 2  | 2     |
| -    | Royaume-Uni        | 0   | 0  | 2  | 2     |
| 7    | Portugal           | 0   | 0  | 1  | 1     |

## Beach
| Date | Lieu    | Vainqueur | Finaliste | Troisième          |
| 2022 | Nador   | Pologne   | Portugal  | Belgique           |
| 2024 | Pattaya | Pays-Bas  | Taïwan    | République tchèque |